# Арчер (Флорида)
Арчер (енгл. Archer) град је у америчкој савезној држави Флорида. По попису становништва из 2010. у њему је живело 1.118 становника.

## Демографија
Према попису становништва из 2010. у граду је живело 1.118 становника, што је 171 (13,3%) становника мање него 2000. године.
| Група             | 2000.       | 2010.       |
| Белци             | 756 (58,7%) | 700 (62,6%) |
| Афроамериканци    | 485 (37,6%) | 345 (30,9%) |
| Азијати           | 2 (0,2%)    | 14 (1,3%)   |
| Хиспаноамериканци | 29 (2,2%)   | 48 (4,3%)   |
| Укупно            | 1.289       | 1.118       |